# San Fernando (La Union)
Pour les articles homonymes, voir San Fernando.
San Fernando est une ville de 1re classe, capitale de la province de La Union, dans la Région d'Ilocos, aux Philippines. Selon le recensement de 201, la ville est peuplée de 114 963 habitants.

## Barangays
San Fernando est divisée en 49 barangays :

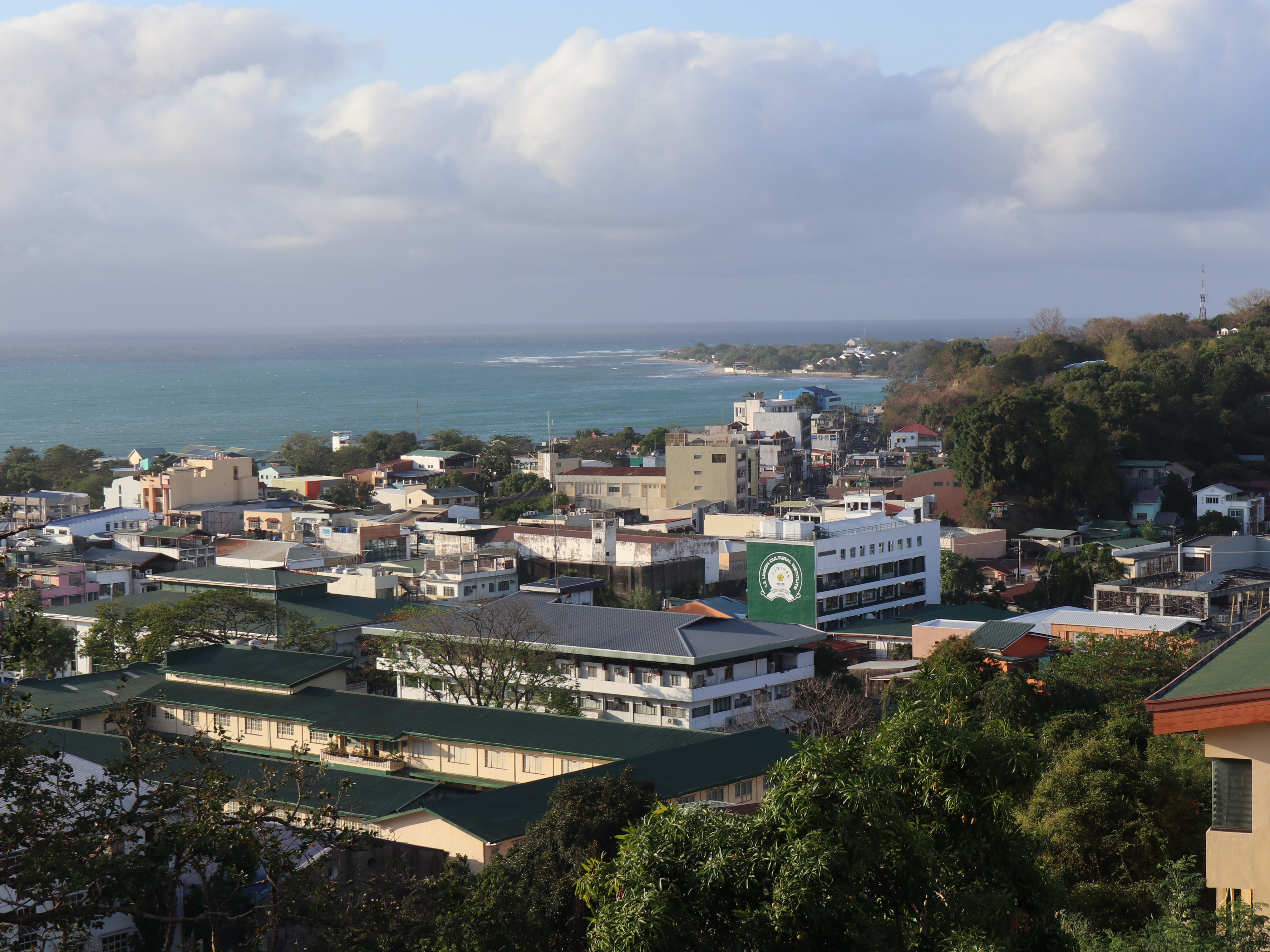
Horizon de San Fernando

- Abut
- Apaleng
- Bacsil
- Bangbangolan
- Bangcusay
- Barangay I
- Barangay II
- Barangay III
- Barangay IV
- Baraoas
- Bato
- Biday
- Birunget
- Bungro
- Cabaroan
- Cabarsican
- Cadaclan
- Calabugao
- Camansi
- Canaoay
- Carlatan
- Catbangen
- Dallangayan Este
- Dallangayan Oeste
- Dalumpinas Este
- Dalumpinas Oeste
- Ilocanos Norte
- Ilocanos Sur
- Langcuas
- Lingsat
- Madayegdeg
- Mameltac
- Masicong
- Nagyubuyuban
- Namtutan
- Narra Este
- Narra Oeste
- Pacpaco
- Pagdalagan
- Pagdaraoan
- Pagudpud
- Pao Norte
- Pao Sur
- Parian
- Pias
- Poro
- Puspus
- Sacyud
- Sagayad
- San Agustin
- San Francisco
- San Vicente
- Santiago Norte
- Santiago Sur
- Saoay
- Sevilla
- Siboan-Otong
- Tanqui
- Tanquigan

## Démographie
| Année | Habitants | Évolution |
| ----- | --------- | --------- |
| 1995  | 91 943    | -         |
| 2000  | 102 082   | 11,03 %   |
| 2007  | 114 813   | 11,77 %   |
| 2010  | 114 963   | 0,13 %    |